# Chomętowo, Voivodato de Mazovia
Chomętowo [xɔmɛnˈtɔvɔ] es un pueblo ubicado en el distrito administrativo de Gmina Radzanowo, dentro del Condado de Płock, Voivodato de Mazovia, en el este de Polonia central. Se encuentra aproximadamente a 5 kilómetros al oeste de Radzanowo, a 10 kilómetros al este de Płock, y a 89 kilómetros al noroeste de Varsovia.